# Højers kommun
Højers kommun (tyska: Hoyer, frisiska: Huuger) var före danska kommunreformen 2007 en kommun i Sønderjyllands amt i Danmark, numera ingående i Tønders kommun i Region Syddanmark.